# Erebuni (dzielnica)
Erebuni (orm. Էրեբունի) – jedna z dwunastu dzielnic Erywania – stolicy Armenii. Według danych na rok 2022 dzielnicę zamieszkiwało 124 957 osób, a gęstość zaludnienia wyniosła 2631 os./km2.

## Galeria

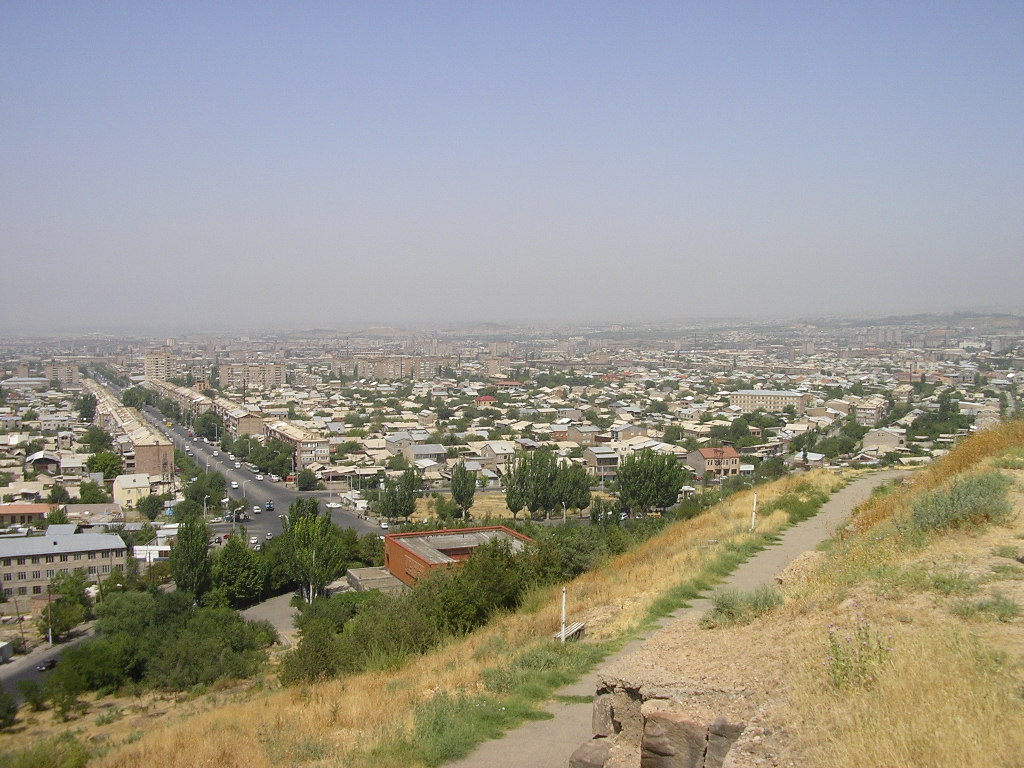
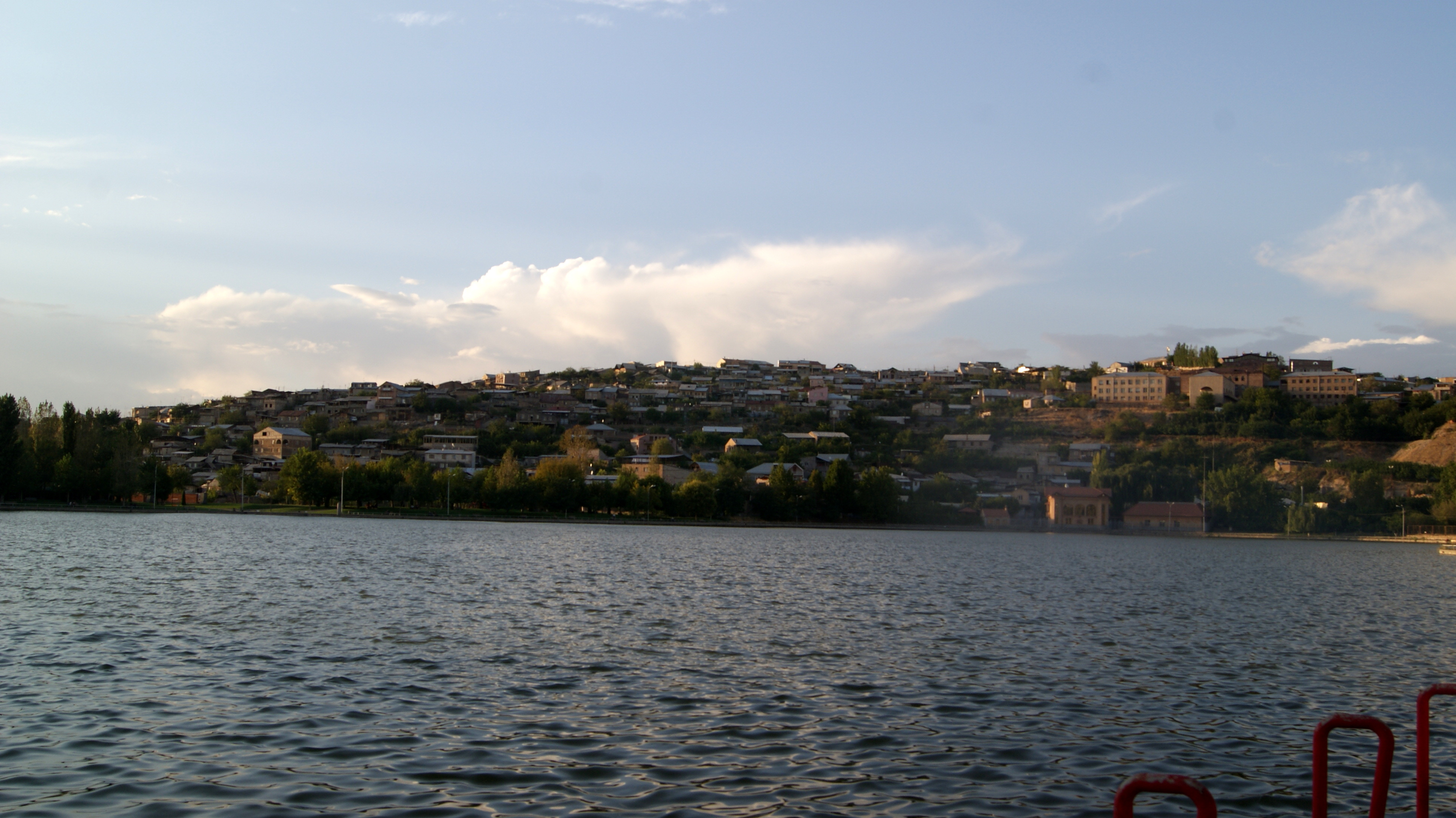
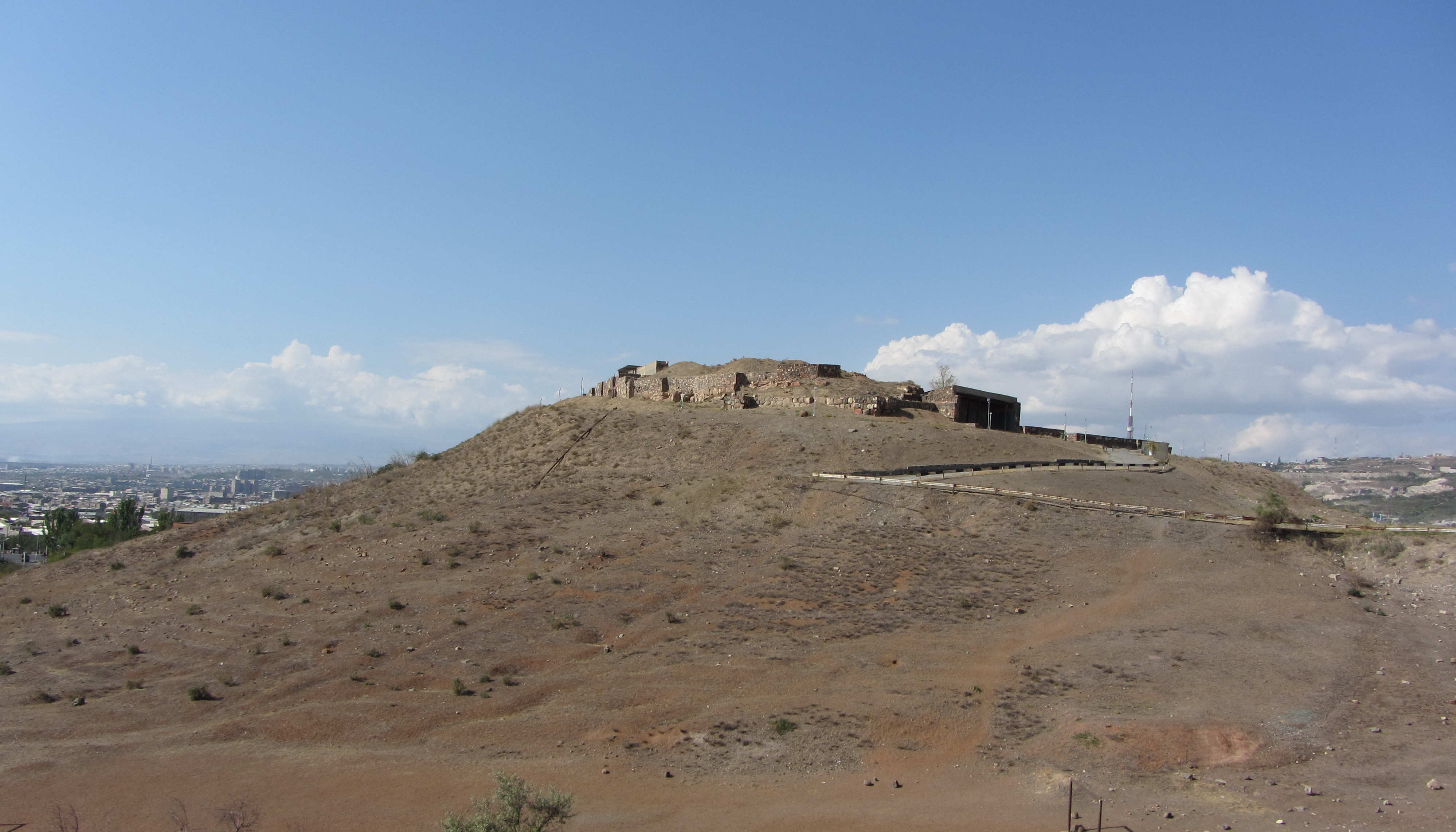
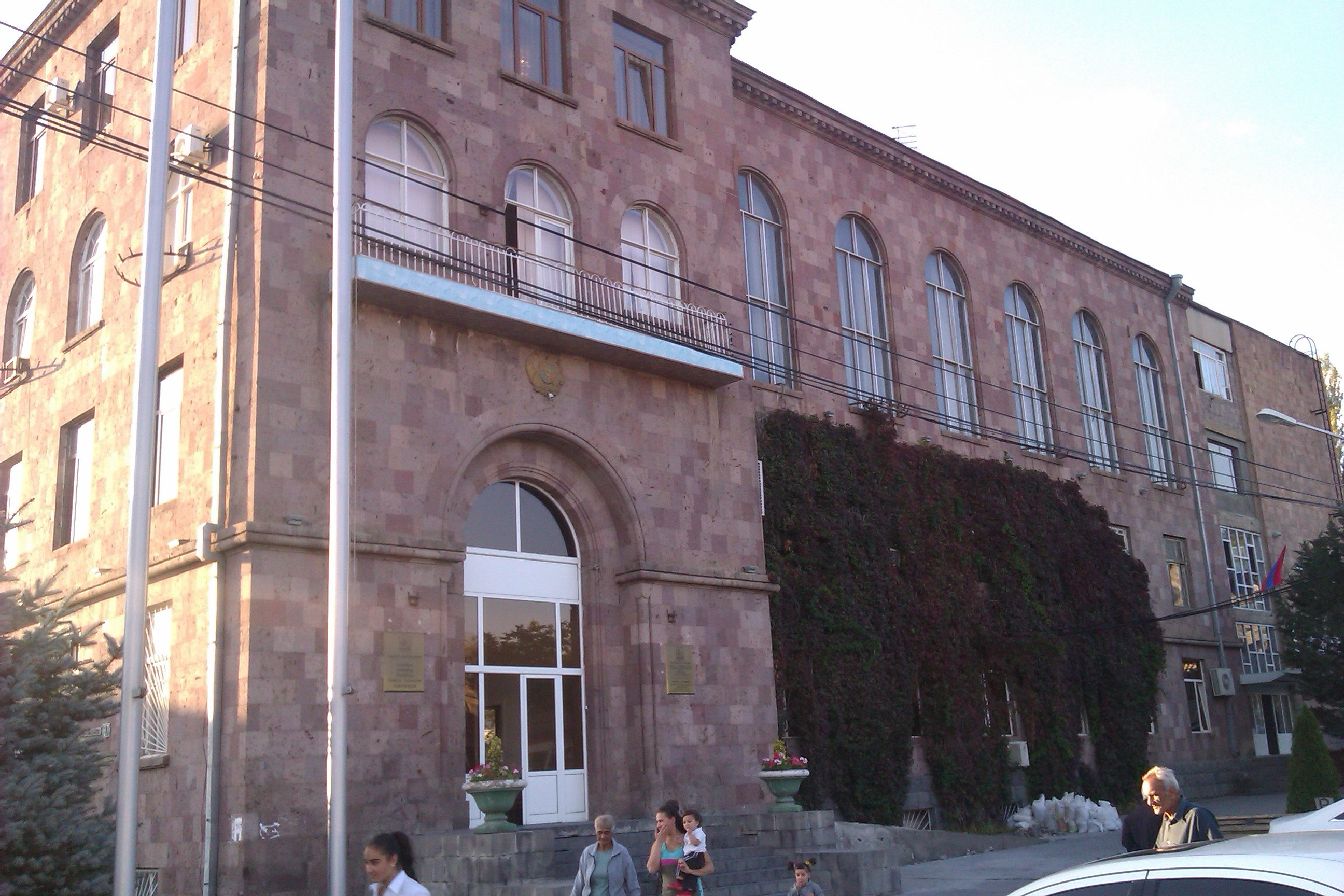